# Plays Synthesizer World Hits
Plays Synthesizer World Hits – drugi album projektu muzycznego Koto, wydany w 1990. Producentem i wykonawcą wszystkich utworów był Michiel van der Kuy. 
Album zawiera instrumentalne interpretacje znanych przebojów muzyki pop (m.in. Mike’a Oldfielda i Gazebo), muzyki elektronicznej (m.in. Kraftwerk, Vangelisa i Jean Michela Jarre’a) oraz muzyki filmowej (m.in. z filmów o Rambo i Jamesie Bondzie), zrealizowane w stylu spacesynth. Pomysłodawcą płyty był Reinhard Piel, wówczas zatrudniony na stanowisku A&R w ZYX Records, odpowiedzialny za kontakt między wytwórnią a van der Kuyem. Autorem grafiki na okładce albumu był Norbert Lösche.

## Spis utworów
1. „Trans Europe Express” (Ralf Hütter, Emil Schult) – 4:50
2. „Tender Force” (Yannick Top, Roland Romanelli) – 3:45
3. „James Bond Theme” (Monty Norman) – 4:15
4. „The Force” (Fabrice Cuitad, Yves Hayat) – 3:25
5. „Crockett's Theme” (Jan Hammer) – 3:10
6. „Equinoxe Part V” (Jean Michel Jarre) – 3:09
7. „Moonlight Shadow” (Mike Oldfield) – 3:16
8. „The Captain of Her Heart” (Kurt Maloo, Felix Haug) – 3:52
9. „Wonderful Land” (Jerry Lordan) – 3:31
10. „I Like Chopin” (Paul Mazzolini, Pierluigi Giombini) – 3:30
11. „Oxygene Part IV” (Jean Michel Jarre) – 3:26
12. „Pulstar” (Vangelis) – 3:50
13. „Eye of the Tiger” (Frank Sullivan, Jim Peterik) – 3:14
14. „Rambo I Theme” (Jerry Goldsmith) – 3:36